# Zookoutek v Břežanském údolí
Zookoutek v Břežanském údolí, označovaný též jako malá lesní zoo či minizoo Zbraslav, byl zřízen na levé straně Břežanského údolí, při stezce podél levého břehu Břežanského potoka, v katastrálním území Lhota u Dolních Břežan obce Dolní Břežany, nedaleko části Závist pražské čtvrti Zbraslav, asi půl kilometru od nádraží Praha-Zbraslav, u domů Lhota č. p. 26, 256 a 543. Areálem prochází od zbraslavského nádraží modrá značka na Lhotu a vrch Hradiště s oppidem Závist nebo dále po zelené na Točnou. Poblíž zookoutku je při údolní silnici parkoviště, při cestě od nádraží se nacházela restaurace U Chladů, která je v současnosti uzavřena.
V zookoutku byla převážně česká lesní zvířata: jezevec, daněk, divoká prasata, liška obecná, kuna, tchoř, fretka, bažant královský, straka, sojka, výr velký, poštolka, káně.
Zookoutek založil roku 1971 lesní závod Zbraslav.  Patřil Lesům České republiky, lesnímu závodu Konopiště., nyní je ve vlastnictví Arcibiskupství pražského, které ho předalo do bezúplatného užívání smlouvou o výpůjčce obci Dolní Břežany. Obec Dolní Břežany provozala zookoutek prostřednictvím třetích subjektů, které mají oprávnění k nakládání se zvláště chráněnými druhy zvířat. Do vypuknutí pandemie covidu-19 roku 2020 byl provozovatelem spolek PENTHEA, z. s. a sloužil nejen ke vzdělávání veřejnosti, ale i jako útulek pro opuštěná mláďata, poraněná zvířata a podobně.
Od března 2020 je zookoutek kvůli zchátralosti staveb a právním problémům uzavřen. Obec Dolní Břežany usiluje o jeho obnovu.

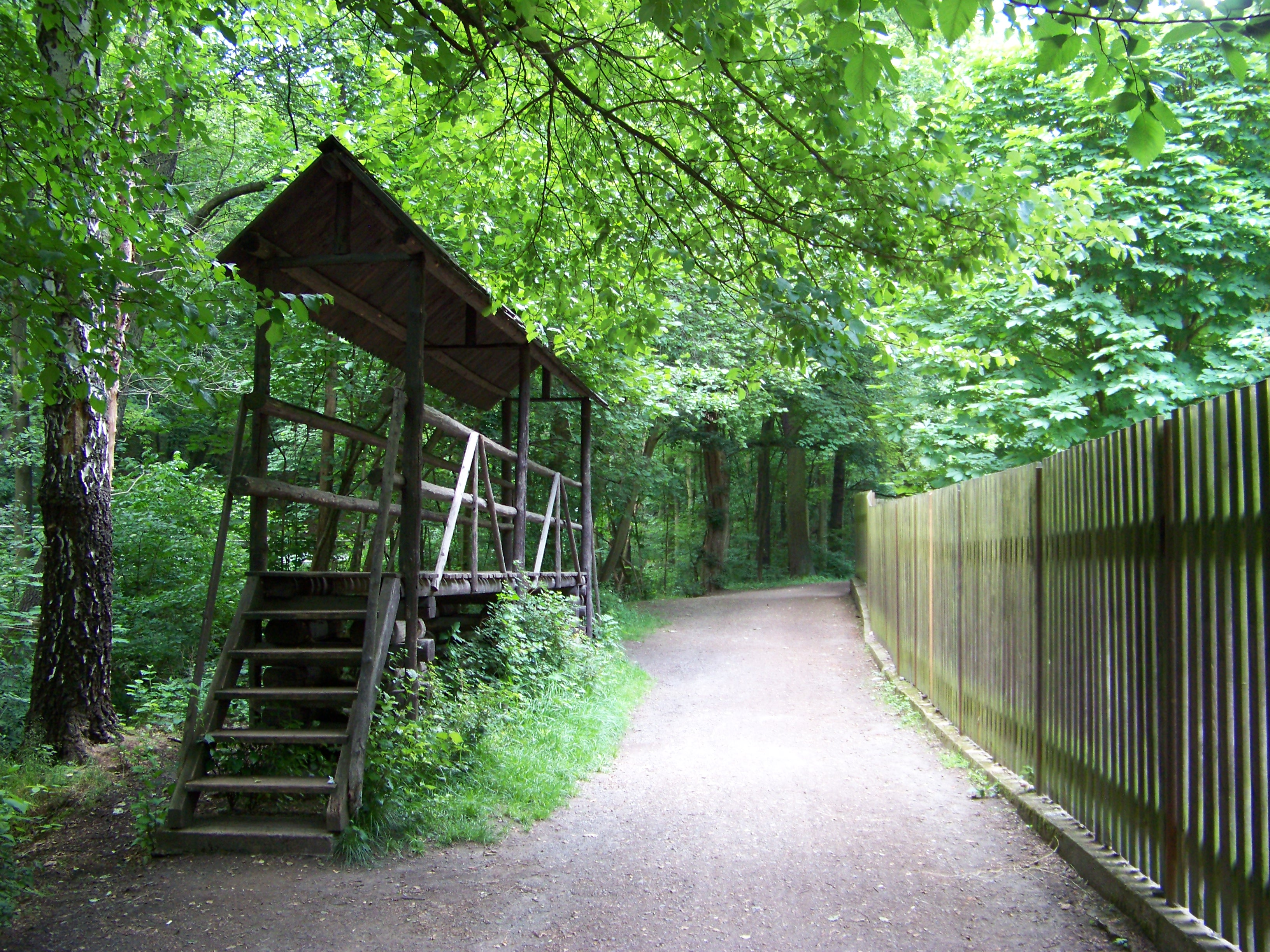
Vyhlídka na prasečí výběh
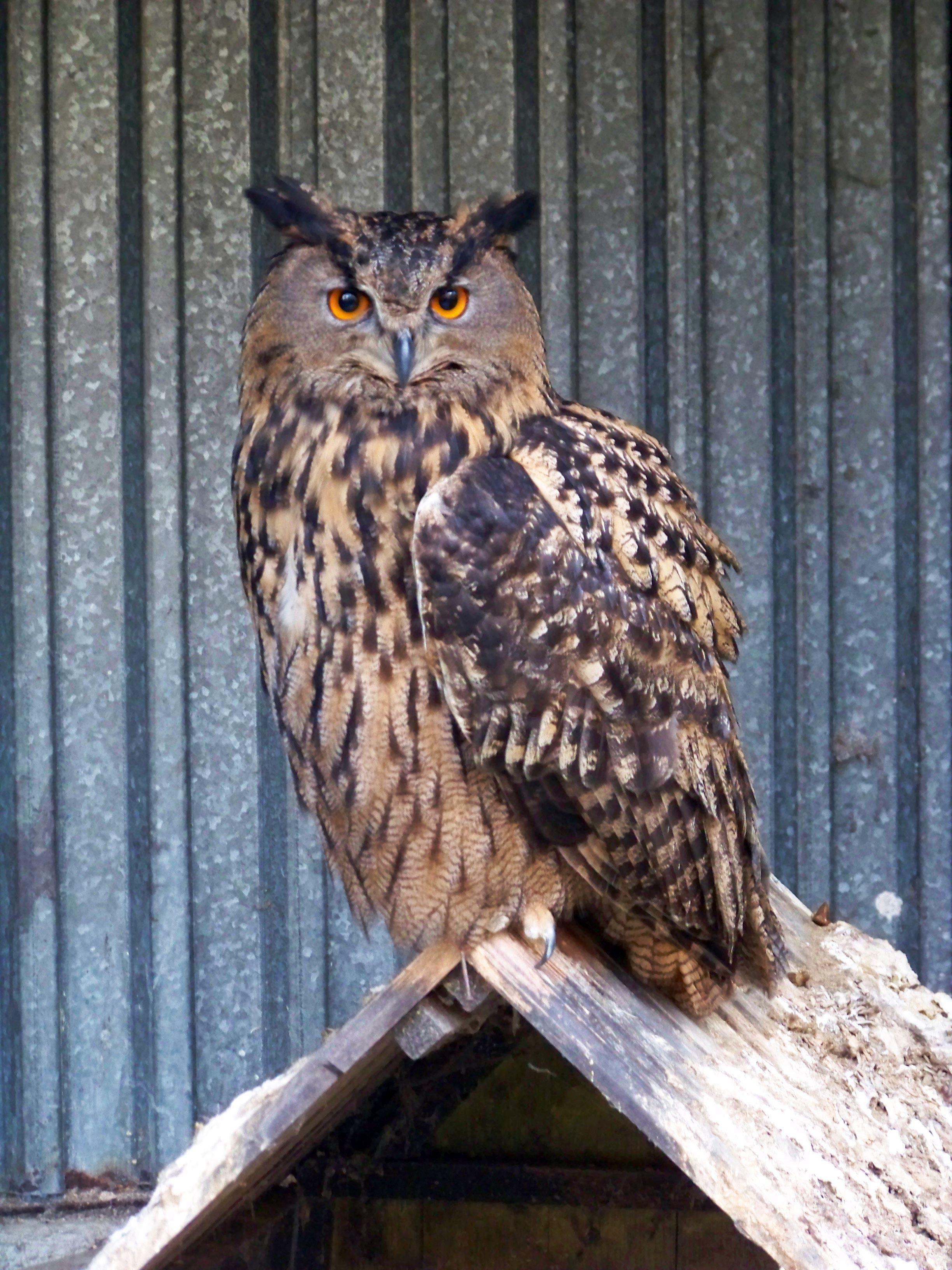
Výr velký
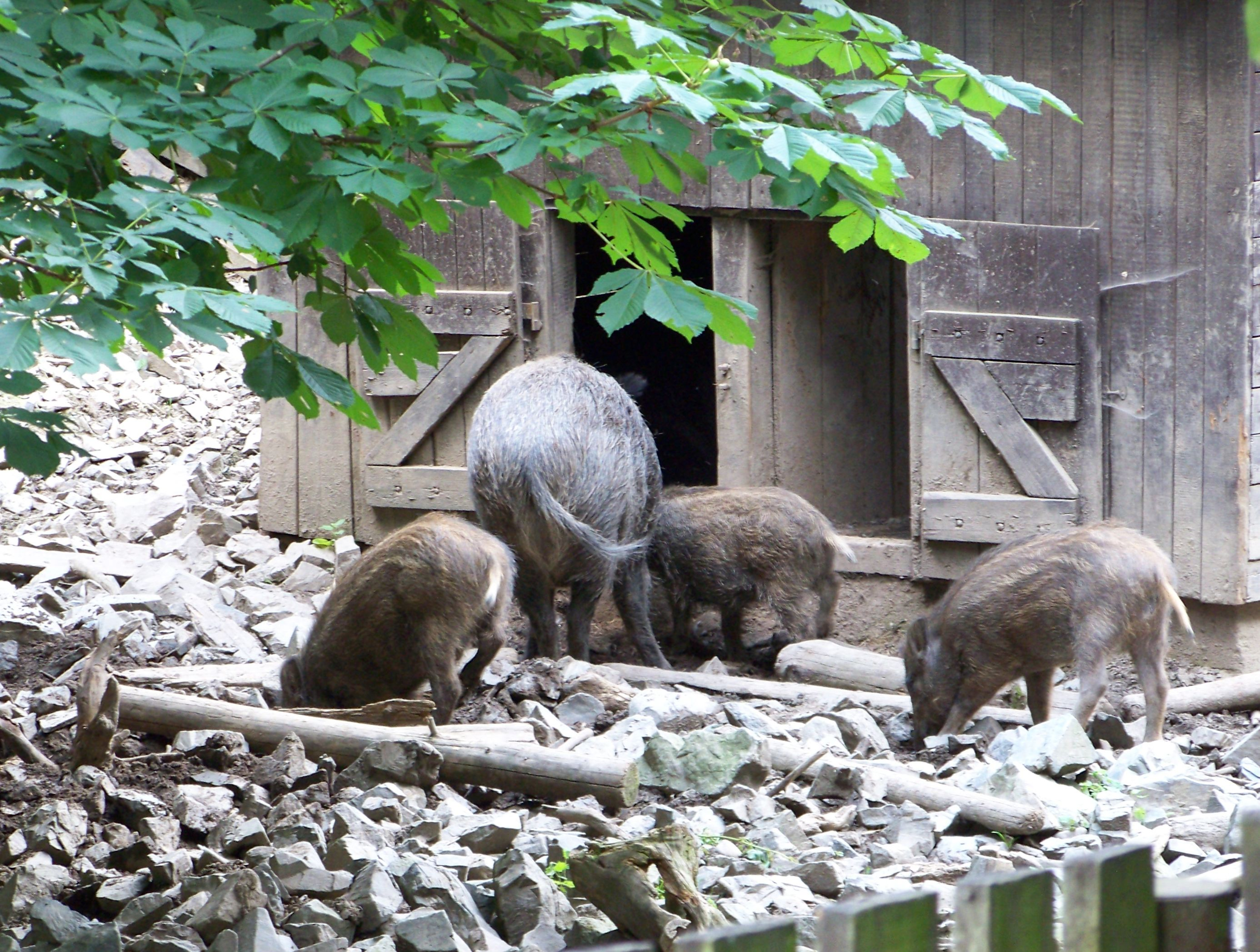
Divoká prasata
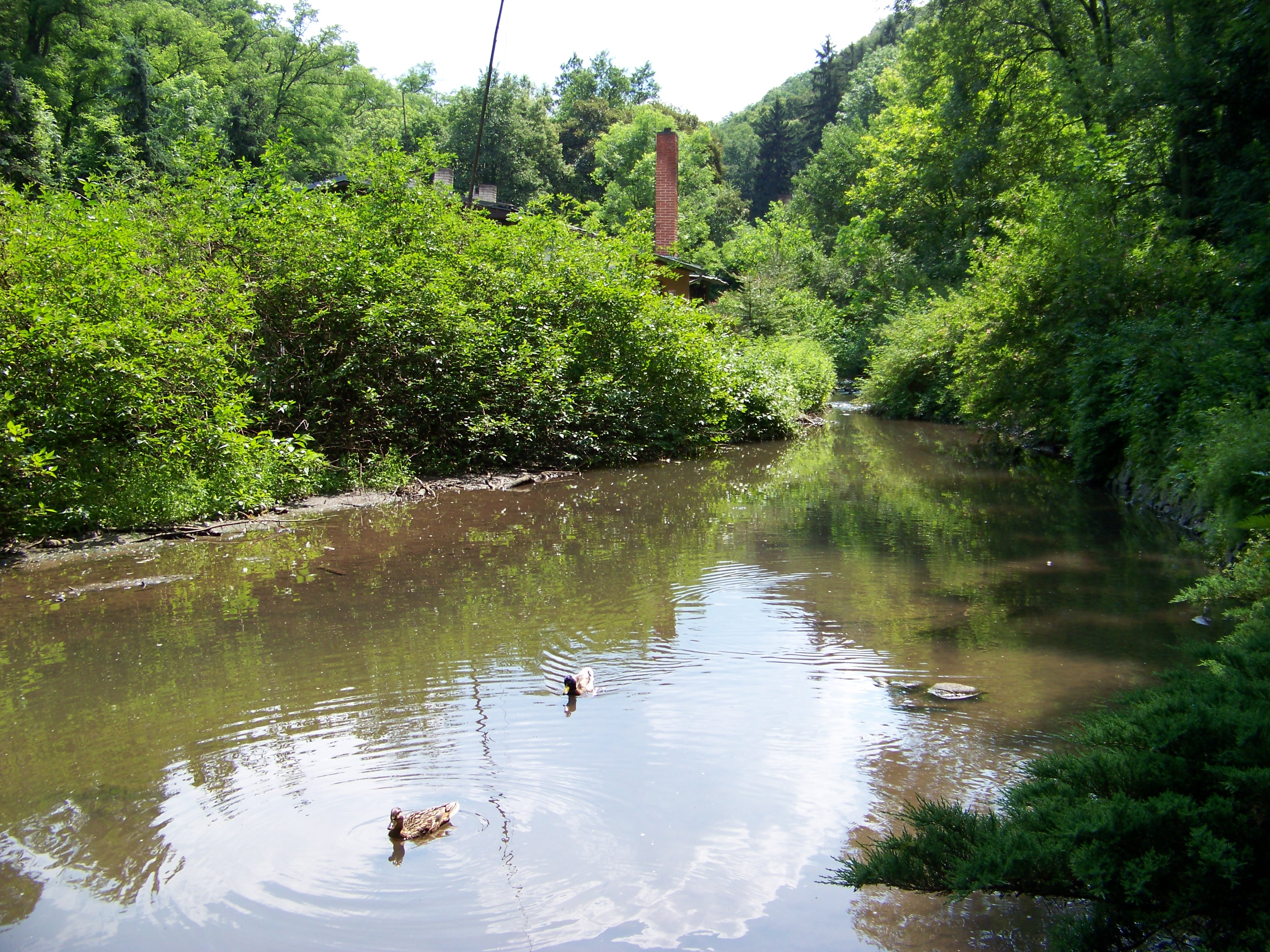
Rybníček